# Morley Griswold

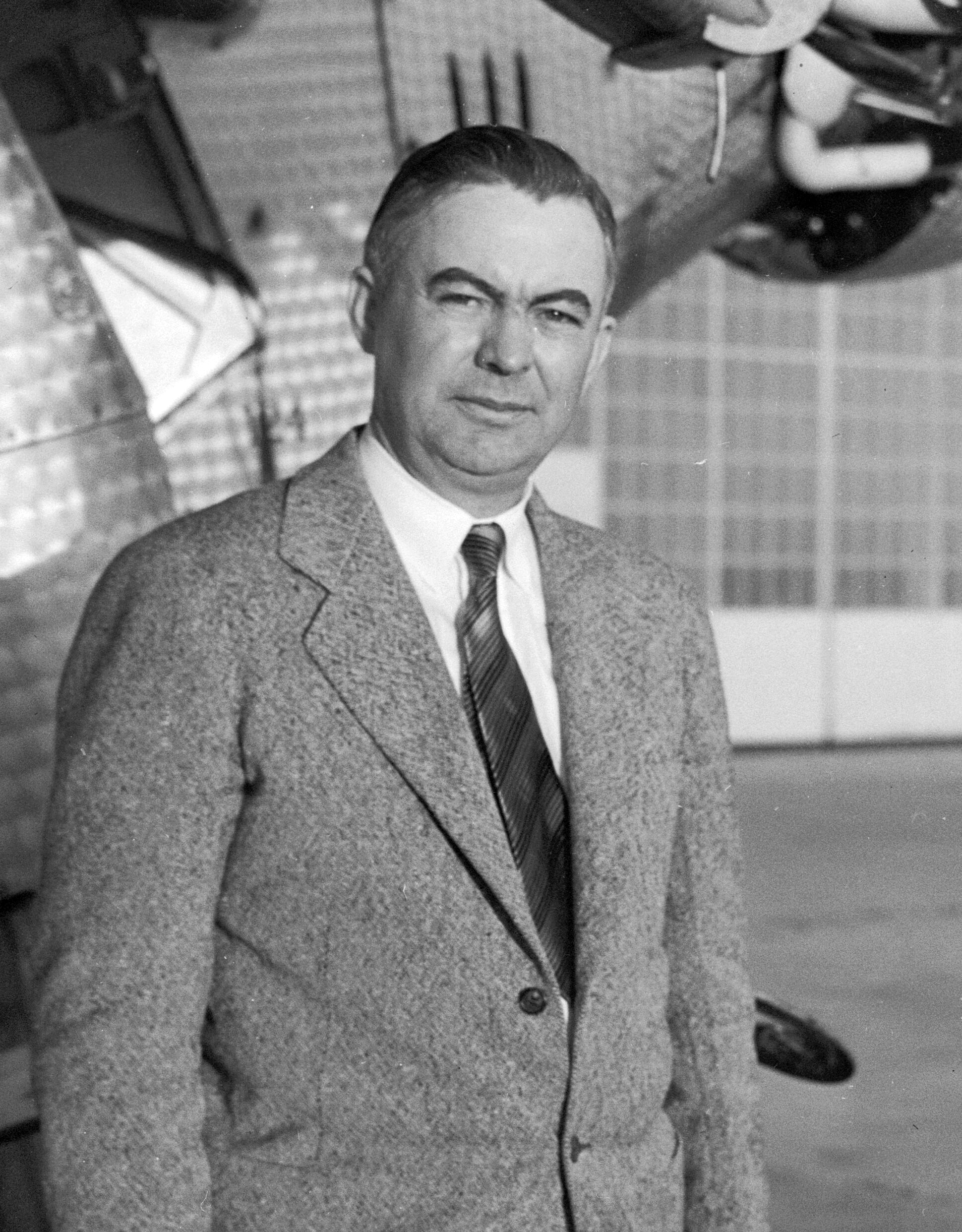
Morley Griswold (um 1935)

Morley Isaac Griswold (* 10. Oktober 1890 in Elko, Nevada; † 3. Oktober 1951 in Reno, Nevada) war ein US-amerikanischer Politiker und von 1934 bis 1935 Gouverneur des Bundesstaates Nevada.

## Frühe Jahre und politischer Aufstieg
Morley Griswold studierte bis 1915 an der University of Michigan Jura. Während des Ersten Weltkrieges diente er in der US Army und kam in Europa zum Einsatz. Nach dem Krieg arbeitete Griswold in seiner Heimatstadt Elko als Rechtsanwalt. Er wurde Mitglied der Republikanischen Partei. Im Jahr 1926 wurde er als deren Kandidat zum Vizegouverneur seines Staates gewählt.

## Gouverneur von Nevada und weiterer Lebenslauf
Nach dem Tod von Gouverneur Frederick Bennett Balzar am 21. März 1934 musste Griswold als dessen Stellvertreter die angebrochene Amtszeit als Gouverneur beenden. Damit konnte er dieses Amt noch bis zum 7. Januar 1935 ausüben. In seiner kurzen Zeit als amtierender Gouverneur wurden zur Bekämpfung der Weltwirtschaftskrise Arbeitsbeschaffungsprogramme unter anderem im Straßenbau aufgelegt. Bei den Gouverneurswahlen des Jahres 1934 konnte Griswold sich nicht durchsetzen. Im Jahr 1942 war er Vorsitzender der Republikanischen Partei in Nevada. Außerdem war er mehrfach Delegierter zu den Republican National Conventions.
Nach seiner aktiven Zeit als Politiker arbeitete er wieder als Rechtsanwalt. Morley Griswold starb am 3. Oktober 1951. Mit seiner Frau Marianne Williamson hatte er zwei Kinder.